# Dubreuillosaurus
Dubreuillosaurus là một chi khủng long, được Allain mô tả khoa học năm 2005.